# Klein resedawitje
Het klein resedawitje (Pontia chloridice) is een vlindersoort uit de familie Pieridae (witjes) en de onderfamilie Pierinae.
Het klein resedawitje komt voor van de Balkan en Klein-Azië tot in Mongolië en Siberië.
De wetenschappelijke naam werd in 1813 gepubliceerd door Hübner.